# Hyllus walckenaerii
Hyllus walckenaerii är en spindelart som först beskrevs av White 1846.  Hyllus walckenaerii ingår i släktet Hyllus och familjen hoppspindlar. Inga underarter finns listade i Catalogue of Life.